# Thomasomys shallqukucha
Thomasomys shallqukucha — вид гризунів із роду Thomasomys, відомий з Анд на півночі Перу. Він складається з популяцій, які були ідентифіковані як Thomasomys cinereus, поки їх не ідентифікували як новий вид у 2023 році.
Вид зустрічається в гірських лісах невеликої території департаменту Ламбаєке на півночі Перу, на висоті від 2550 до 3330 метрів. Харчується тварина комахами і насінням. Наукова назва походить від місцевого діалекту мови кечуа і поєднує слова shallqua, що стосуються біому Jalca, і ukucha, що означає «гризун» (порівняйте еквадорський вид Thomasomys ucucha).
Thomasomys shallqukucha середнього розміру для свого роду, з довжиною голови й тулуба від 116 до 142 міліметрів. Характерні риси включають темно-коричневе хутро, темні поверхні ніг, довгий одноколірний хвіст і відносно короткі різцеві отвори, отвір на небі.